# Камышевахский поселковый совет (Ореховский район)
Камышевахский поселковый совет (укр. Комишуваська селищна рада) — входит в состав
Ореховского района
Запорожской области
Украины.
Административный центр поселкового совета находится в 
пгт Камышеваха.

## История
- 1963 — дата образования.

## Населённые пункты совета
- пгт Камышеваха
- с. Григоровское
- с. Одаровка